# Jean Brankart
Jean Brankart (Momalle, 12 juli 1930 - Luik, 23 juli 2020) was een Belgisch profwielrenner.

## Biografie
Brankart was profwielrenner van 1953 tot 1960. In totaal boekte hij 27 overwinningen tijdens zijn carrière als profwielrenner. De meest in het oog springende prestaties waren zijn tweede plaatsen in de Ronde van Frankrijk in 1955 achter de Fransman Louison Bobet en in de Ronde van Italië in 1958 achter de Italiaan Ercole Baldini. Brankart was een begenadigd tijdrijder getuige zijn overwinning in de tijdrit tijdens de 21e rit in de Tour van 1955 en zijn overwinningen in de achtervolging tijdens de Belgische Nationale kampioenschappen op de baan van 1956, 1958 en 1959. Ook in de bergen kwam hij goed uit de voeten als klimspecialist, getuige zijn overwinning in het bergklassement in de Ronde van Italië in 1958 en zijn derde plaats in het bergklassement in de Ronde van Frankrijk in 1955. 
Jean Brankart werd in 1960 gedwongen een punt achter zijn wielerloopbaan te zetten wegens hartproblemen. Daarna was hij onder meer verzekeringsagent, lasser, cafébaas in Borgworm, chauffeur en uitbater van een turfkantoor.
Hij werd 90 jaar.

## Eerste plaatsen

### 1955
- 8e etappe Ronde van Zwitserland
- 3e etappe deel a Driedaagse van Antwerpen
- 18e rit in de Ronde van Frankrijk
- 21e rit in de Ronde van Frankrijk (tijdrit)

### 1956
- 3e etappe Ronde van België
- NK baan, achtervolging, beroepsrenners

### 1957
- 2e etappe deel a Driedaagse van Antwerpen

### 1958
- Winnaar bergklassement Ronde van Italië
- NK baan, achtervolging, beroepsrenners

### 1959
- 3e etappe deel a Grand Prix du Midi Libre
- Eindklassement Grand Prix du Midi Libre
- NK baan, achtervolging, beroepsrenners

## Resultaten in voornaamste wedstrijden
| Jaar | Ronde van Italië | Ronde van Frankrijk | Ronde van Spanje |
| ---- | ---------------- | ------------------- | ---------------- |
| 1954 |                  | 9e                  |                  |
| 1955 |                  | ↑ (2)               |                  |
| 1956 | 7e               | 39e                 |                  |
| 1957 |                  |                     |                  |
| 1958 | ↑                | opgave              |                  |
| 1959 |                  | 10e                 | opgave           |
| 1960 |                  | opgave              |                  |

| Jaar | Milaan-San Remo | Gent-Wevelgem | Ronde van Vlaanderen | Parijs-Roubaix | Luik-Bast.‑Luik | Ronde van Lombardije | Waalse Pijl |  | Wereldranglijsten |
| ---- | --------------- | ------------- | -------------------- | -------------- | --------------- | -------------------- | ----------- |  | ----------------- |
| 1954 |                 |               |                      |                | 19e             |                      | 55e         |  |                   |
| 1955 |                 |               |                      |                | Brons           | 69e                  | 7e          |  | (CDC)             |
| 1956 |                 |               |                      |                | 22e             |                      | 12e         |  |                   |
| 1957 |                 | 36e           | 21e                  | 58e            |                 |                      | 15e         |  |                   |
| 1958 | 10e             |               | 42e                  |                |                 |                      | 21e         |  | 15e (CDC)         |
| 1959 |                 |               |                      | 32e            |                 |                      |             |  |                   |
| 1960 |                 |               |                      |                |                 |                      |             |  |                   |

## Ploegen
- 1952 - individueel
- 1953 - Girardengo
- 1953-1954 - Gitane-Hutchinson
- 1955 - Girardengo-Eldorado
- 1956-1957 - Elve-Peugeot
- 1958-1959 - Saint-Raphael-Geminiani
- 1960 - Ghigi/Philco